# Rongpu-Kloster
| Tibetische Bezeichnung                    |
| ----------------------------------------- |
| Tibetische Schrift: རོང་ཕུ་དགོན་             |
| Wylie-Transliteration: rong phu dgon      |
| Aussprache in IPA: [rongpʰu]              |
| Offizielle Transkription der VRCh: Rongpu |
| THDL-Transkription: Rongpu                |
| Andere Schreibweisen: Rongbuk, Rongbu     |
| Chinesische Bezeichnung                   |
| Traditionell: 絨布寺                      |
| Vereinfacht: 绒布寺                       |
| Pinyin:Róngbù Sì                          |

Rongpu ist der Ort eines buddhistischen Klosters der Nyingmapa im Kreis Dingri des Regierungsbezirks Xigazê im Autonomen Gebiet Tibet der Volksrepublik China und zugleich der Name dreier Täler, die die Nordflanke des Mount Everest, seiner Gletscher und seiner Entwässerung beschreiben. Im oberen Talverlauf teilt sich das Rongpu-Tal auf ein westliches, ein mittleres und ein östliches Tal auf, die sämtlich zugleich einen Gletscher führen.

## Kloster, Geschichte und Bedeutung
Das Rongpu-Kloster war die Versorgungsbasis für einige noch höher gelegene „Eremitagen“, einfache Steinhaufen-Bauten, in denen Einsiedler im Angesicht der gewaltigen Nordwand des Mount Everest die oben wohnenden Gottheiten verehrten.
Das Kloster Rongpu liegt in einer Höhe von 4980 Meter und gilt als höchstgelegenes Kloster der Welt. Es ist zudem einer der höchsten ständig bewohnten Plätze der Erde. Das Kloster ist für die in Nepal lebenden tibetisch-stämmigen Sherpas ein wichtiges Pilgerziel, das sie über den Pass Nangma La in mehrtägiger Wanderung erreichen. Das Kloster ist zugleich das ältere und „Mutterkloster“ der beiden verschwisterten Klöster Rongpu und Tyangboche (im benachbarten Nepal).
Heute kann das Kloster in einer zwei- bis dreistündigen Fahrt mit dem Geländewagen vom tibetischen Ort Shekar Dzong über den Friendship Highway erreicht werden, mit dem die Chinesen das Basislager des Nordzugangs am Everest für geländegängige Fahrzeuge erschlossen. Das Basislager der Nordroute liegt vom Kloster aus noch ca. acht Kilometer südlich talaufwärts, vor der Gletscherzunge.
Das Kloster Rongpu wurde 1902 vom Nyingmapa Lama Ngawang Tenzin Norbu in einem Bereich von Meditationshütten und -höhlen gegründet, die von Mönchen und Nonnen seit dem 18. Jahrhundert in Gebrauch waren.
Eremitenhöhlen zur Meditation umgeben die Klippen und Wände rings um den Klosterkomplex und im Tal weiter hinauf sowie hinab. Mani-Steine und Mauern, verziert mit heiligen Silben und Gebeten, weisen den Weg.
Der Gründer-Lama, Abt des Rongpu-Klosters, auch bekannt unter dem Namen „Zatul Rinpoche“, war ein hoch angesehener Mönch für die Tibeter. Auch wenn der Rongpu-Lama die frühen Bergsteiger als „Häretiker“ ansah, gab er ihnen dennoch seinen Schutz und unterstützte sie mit Fleisch und Tee, und er betete für ihre Bekehrung.
Es war auch der Rongpu-Lama, der dem tibetisch-stämmigen Kind Namgyal Wangdi den Namen Ngawang Tenzin Norbu oder Tenzing Norgay gab, als dieser noch ein kleines Kind war. Er wurde 1953, nach seiner Teilnahme an mehreren englischen und schweizerischen Expeditionen ohne Gipfelerfolg, dann mitsamt Edmund Hillary Erstbesteiger des Everest.
In früheren Zeiten war das Kloster zu bestimmten Zeiten des Jahres sehr aktiv in der Lehrtätigkeit: Das Kloster ist Ziel von buddhistischen Pilgern von weit her, teils kommen sie aus Nepal und sogar der Mongolei ins Rongpu-Tal. Diese Zeremonien fanden zeitgleich auch in den Satellitenklöstern statt, die derselbe Rongpu-Lama gegründet hatte. Die Zeremonien finden auch heute noch statt, insbesondere in dem Kloster im Sherpaland in Tengboche.
Das Rongpu-Kloster wurde 1974 in der sogenannten Kulturrevolution komplett zerstört und in Ruinen hinterlassen, wie der Fotojournalist Galen Rowell 1981 zeigte.
Die gewaltigen Schätze des Klosters an Büchern und Kleidung, die vor der Kulturrevolution zur Sicherheit nach Tengboche verbracht worden waren, gingen zum großen Teil in einem Feuer 1989 verloren.
Seit 1983 finden Renovierungsarbeiten statt, und einige der neuen Bauten sind angeblich hervorragend. Es gibt ein einfaches Gästehaus und ein kleines, aber teures Restaurant am Kloster.
Nach Michael Palin beherbergt das Kloster nun um die 30 Buddhistenmönche und ca. 30 Nonnen., aber eine andere Quelle berichtet, dass Anwohner von nur ca. 20 Mönchen und ca. 10 Nonnen sprechen. In früheren Zeiten sollen bis zu 500 Mönche und Nonnen im Rongpu-Kloster gelebt haben.
2011 wurde das Rongpu-Kloster an die Spitze einer Rangreihe des Fernsehsenders CNN, 'Great Places to be a Recluse' gesetzt.
Der Abt des Klosters wird von den Nepalesen und Tibetern bei einer Expedition um seinen Segen bei der „Puja“-Reinigungs-Zeremonie gebeten: Nur reine Menschen sollen sich den Göttern des Mount Everest nähern. Ohne eine Puja-Zeremonie weigern sich die Sherpas sehr oft weiterzugehen.
Der nördliche der beiden Standard-Zugänge zum Everest führt ans Kloster Rongpu durch das Rongpu-Tal, an die Basislagerflächen auf der mittleren Gletschermoräne oberhalb des Klosters, auf den Rongpu-Gletscher und im weiteren Verlauf in das östliche Rongpu-Tal, das an die Ostseite des Sattels zwischen dem Nordgrat des Everest und des Changtse-Nebengipfels führt. Von dort aus, dem so genannten „Advanced Base Camp“ am Fuß der vergletscherten Hochroute, beginnt der Anstieg auf den 7000 Meter hohen Nordsattel und der weite Weg über mehrere Hochlager zum Gipfel.
Siehe auch Mythologische Bedeutung im Everest-Artikel.

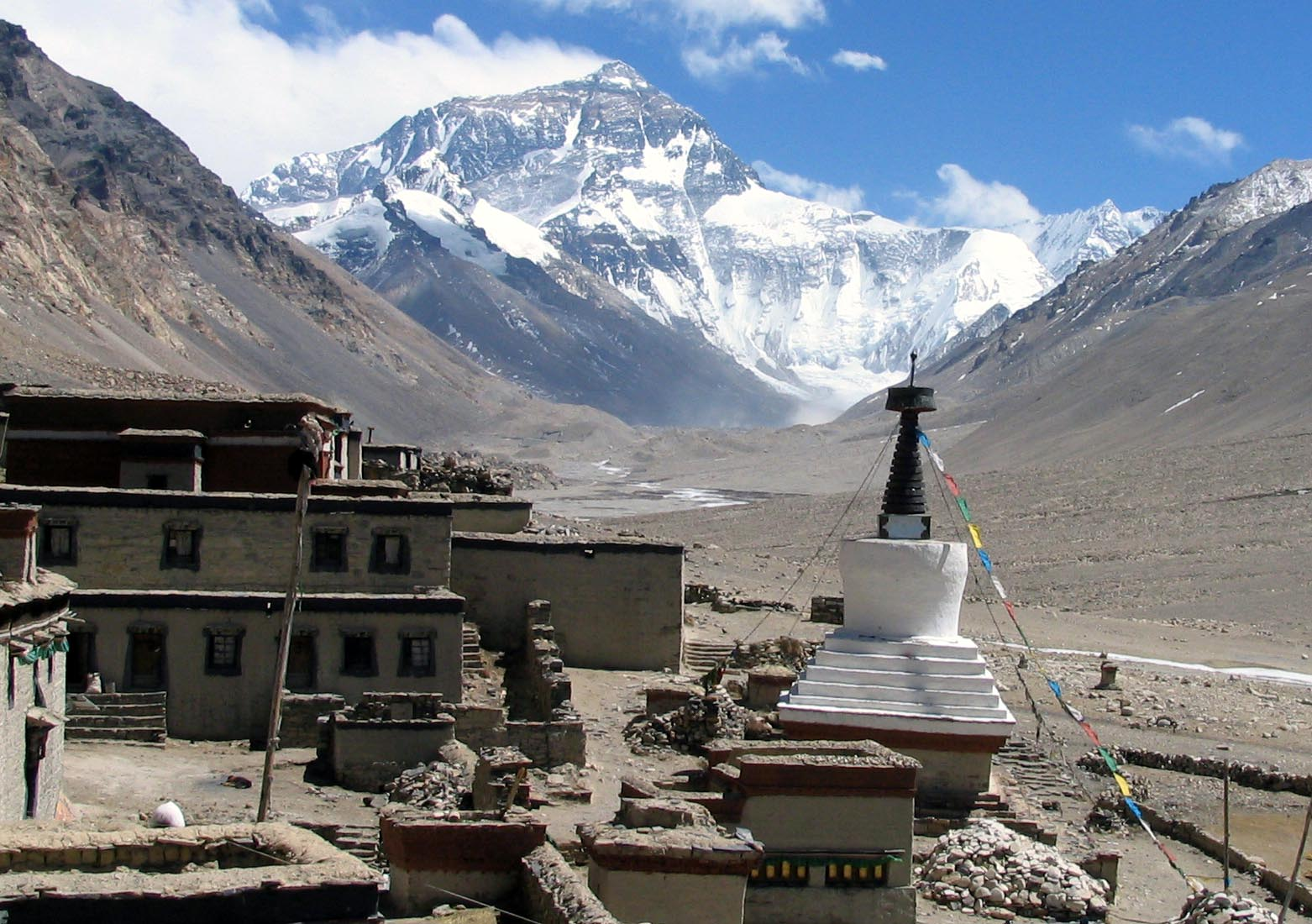
Rongpu-Kloster mit Chorten, das Rongpu-Tal, 20 km südlich die Nordwand des Mount Everest
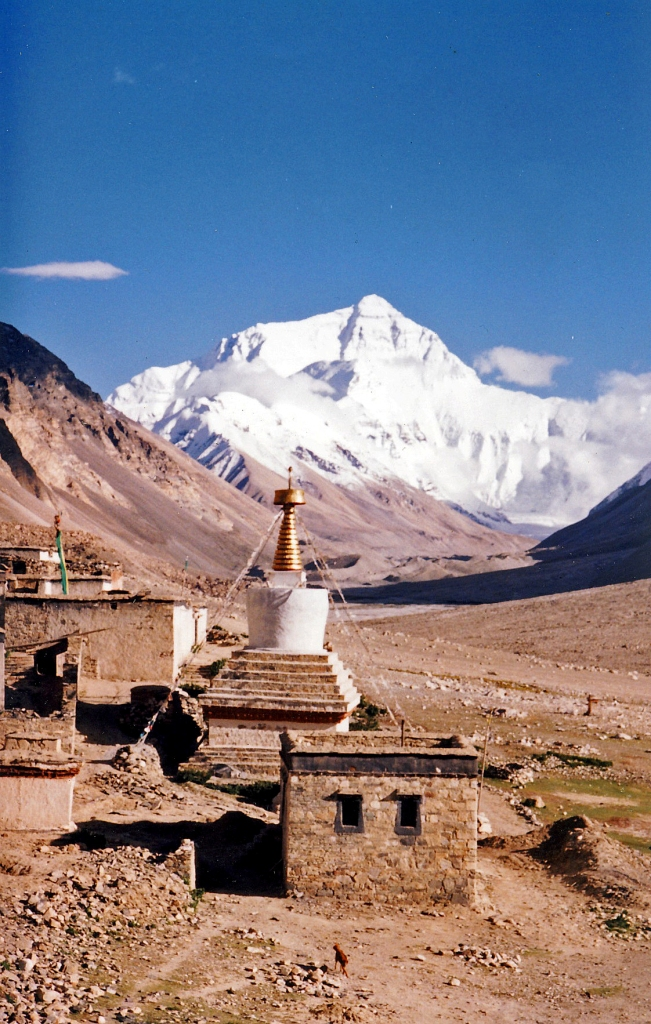
Rongpu-Kloster, im Hintergrund der Mount Everest
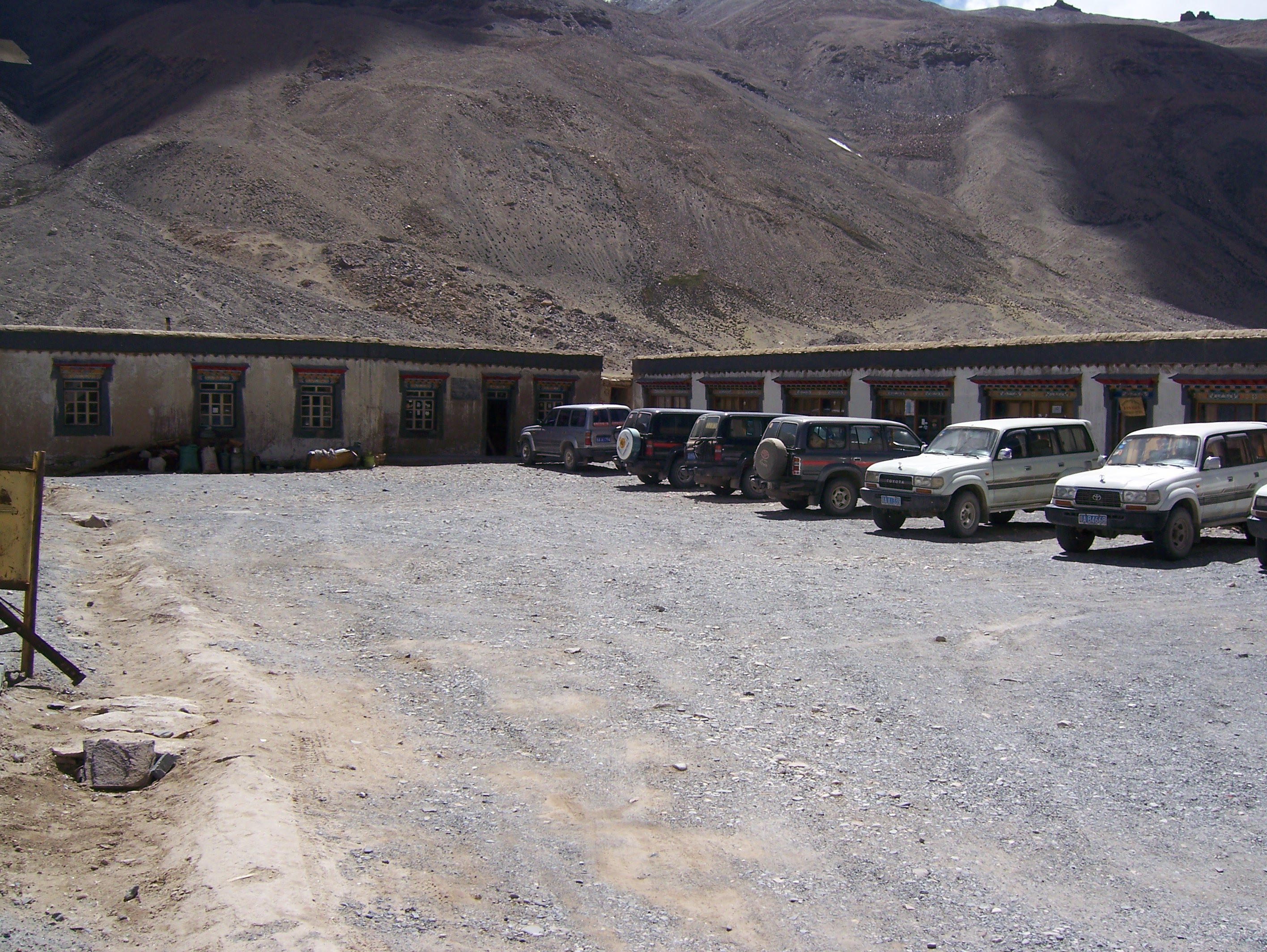
Hotel am Rongpu-Kloster
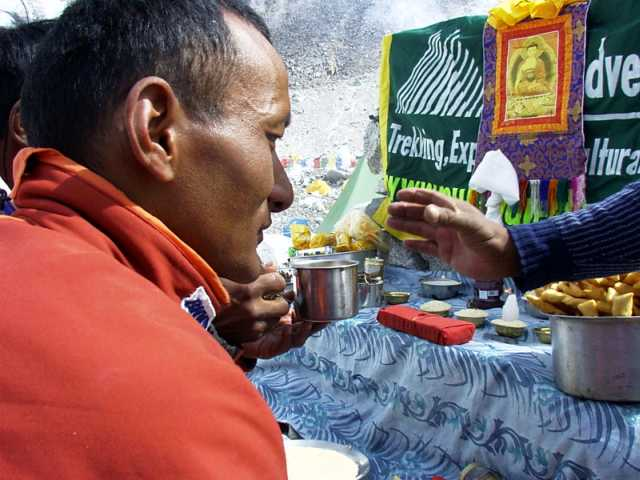
Puja-Zeremonie
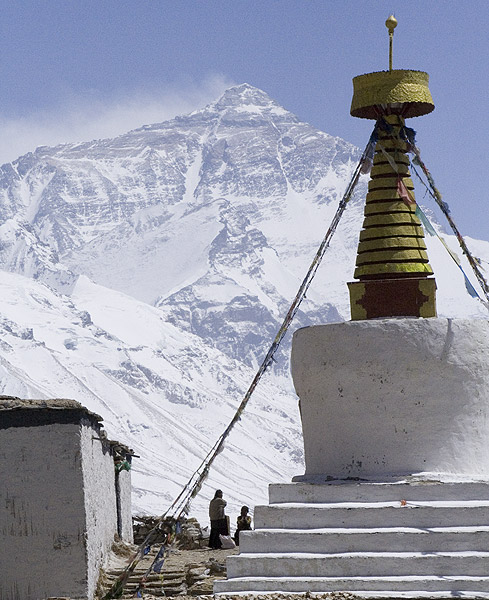
Der stets links zu passierende Chorten, Gebetsmal, aufgenommen während des Everest Peace Projects

## Klima und Temperaturen
Rongpu hat die kälteste Durchschnittstemperatur im Januar. Es gilt ebenfalls als kältester bewohnter Ort Chinas, wird aber von der Regierung nicht als dieser angesehen.
|                        | Jan   | Feb   | Mär   | Apr   | Mai   | Jun  | Jul  | Aug   | Sep   | Okt   | Nov   | Dez   |   |       |
| Mittl. Temperatur (°C) | −30,1 | −29,3 | −23,1 | −14,4 | −8,5  | −1,8 | −1,0 | −7,8  | −14,2 | −24,2 | −27,0 | −29,0 | ⌀ | −17,5 |
| Mittl. Tagesmax. (°C)  | −21,4 | −20,6 | −14,3 | −5,1  | −1,2  | 5,0  | 5,0  | −2,3  | −7,8  | −16,9 | −20,3 | −20,4 | ⌀ | −10   |
| Mittl. Tagesmin. (°C)  | −38,7 | −38,1 | −31,9 | −23,6 | −15,8 | −8,5 | −7,1 | −13,2 | −20,5 | −31,4 | −33,7 | −37,6 | ⌀ | −24,9 |
|                        |       |       |       |       |       |      |      |       |       |       |       |       |   |       |
| Niederschlag (mm)      | 4     | 3     | 3     | 8     | 5     | 17   | 42   | 40    | 23    | 8     | 4     | 2     | Σ | 159   |
|                        |       |       |       |       |       |      |      |       |       |       |       |       |   |       |
| Regentage (d)          | 2     | 1     | 1     | 4     | 2     | 5    | 9    | 9     | 6     | 3     | 2     | 0     | Σ | 44    |
|                        |       |       |       |       |       |      |      |       |       |       |       |       |   |       |
| Luftfeuchtigkeit (%)   | 15    | 17    | 19    | 23    | 20    | 35   | 40   | 38    | 31    | 24    | 17    | 14    | ⌀ | 24,4  |

| −38,7 |

| −38,1 |

| −31,9 |

| −23,6 |

| −15,8 |

| −8,5 |

| −7,1 |

| −13,2 |

| −20,5 |

| −31,4 |

| −33,7 |

| −37,6 |

| −38,7 |

| −38,1 |

| −31,9 |

| −23,6 |

| −15,8 |

| −8,5 |

| −7,1 |

| −13,2 |

| −20,5 |

| −31,4 |

| −33,7 |

| −37,6 |

Die niedrigste Temperatur, die in Rongpu gemessen wurde, liegt bei −55,7 °C. Rongpu liegt in der Permafrostregion, die Böden tauen nicht einmal im Sommer auf. Nur die oberen Erdschichten werden im Sommer durch die einstrahlende Sonne aufgetaut.